# Armando José Fernandes
Armando José Fernandes (født 26. juli 1906 i Lissabon, Portugal - død 3. maj 1983) var en portugisisk komponist, pianist og lærer.
Fernandes studerede komposition og klaver på det Nationale Musikkonservatorium i Lissabon, og studerede herefter på et legat i Paris hos bl.a. Nadia Boulanger. Han hører til de dominerende komponister i Portugal i det 20. århundrede sammen med bl.a. Fernando Lopes-Graca. Fernandes har skrevet orkesterværker, koncertmusik, sonater, og klaver stykker etc. Han komponerede i en neoklassisk stil. Fernandes underviste i komposition og klaver på Academia de Amadores de Música i Lissabon (1940) og på Musikkonservatoriet i Lissabon (1953-1976). Han modtog Moreira de Sá prisen (1944) for sin komposition og Círculo de Cultura Musical prisen (1946).

## Udvalgte værker
- Lissabons jordskælv (1961) - for orkester
- Suite (1950) - for strygeorkester
- Violinkoncert (1948) - for violin og orkester
- Klaverkoncert (1951)- for klaver og orkester
- Sonatine (1941) - for klaver
- Fem Preludier (1928) - for klaver